# 瓜の鉄砲漬
瓜の鉄砲漬（うりのてっぽうづけ）は千葉県成田市・香取市の郷土料理。瓜を使った漬物である。成田山新勝寺土産としても知られる。

## 概要
瓜の中心部をくり抜いて鉄砲の銃身に見立て、紫蘇の葉を巻いた唐辛子を火薬に見立てて詰め、醤油とみりんを主体とした調味液に漬け込んだ料理である。
ピリ辛で歯ごたえもあり、飯のおかずとしても酒の肴としても食されている。
かつては家庭料理として各家庭でも作られていたが、他の地域にはない漬物ということで地元の漬物メーカーが着目し商品化を行っており、多くのメーカーから販売されるようになっている。
成田の漬物店では、店ごとに味や中身の組み合わせなどを工夫したものが販売されている。

## 発祥と歴史
千葉県は昔から瓜の生産が盛んであり、現代でもシロウリの生産量は日本全国で上位である。
農作物が採れなくなる冬の保存食として成田地域でつくられていた。
天保年間に現在の成田市竜台で鉄砲漬の生産が始まったとされる。
1950年代に、農家が自家用に作っていたのを真似て、味付けを工夫した鉄砲漬を成田山池之端の料亭・名取亭で客に出したところ評判が良かったので、商品化を行った。その後、成田市花崎町の芦田屋が瓜の種取り作業の機械化に成功し、量産化を可能にした。

## 原材料の変遷
昭和30年代は千葉県内でもシロウリの生産は盛んであり、千葉県産シロウリを用いて鉄砲漬が作られていた。
昭和40年代の高度成長時代になると鉄砲漬の売り上げは急増し、千葉県産シロウリだけでは需要を賄いきれなくなったため、台湾産シロウリを輸入して使用するようになった。昭和40年代半ばには千葉県産と台湾産の使用比率は半々くらいになる。
1966年（昭和41年）に新東京国際空港（現在の成田国際空港）の建設が閣議決定され、空港建設にともなう用地買収によって、また空港関係の仕事に従事する人のための住宅地として農地は転換され面積を減らして行き、ついには成田周辺でシロウリを作る農家は無くなってしまった。その後、台湾のシロウリ生産も減り、シロウリの輸入先はインドネシア、タイ、フィリピンへと移り変わって行く。成田市内のある製造業者では、鉄砲漬の原料のシロウリは昭和50年代には100パーセント輸入物となっていた。それでも不具合は起こらず、売上は増加の一方であった。
原料価格を切り下げ、製造コストを下げて製品の価格を下げ、市場のすそ野は広がったが、2000年過ぎたあたりから「価格は高くとも千葉県産シロウリで作った鉄砲漬が食べたい」という消費者の声が上がってくるようになった。
しかしながら、既に農地は無く、かつてシロウリ農家だった人は高齢化し、子息はサラリーマンで農業後継者ではなくなっているため、すぐに千葉県産シロウリで製造するのは困難である。件の製造業者が原料となるシロウリ、唐辛子、紫蘇の葉のすべてを日本国内産とした贈答用の鉄砲漬を販売したところ、好評を博している。
日本国内産の瓜を使った鉄砲漬を復活させるために、2010年からJA成田市と生産農家が協力して「成田市産の瓜の鉄砲漬プロジェクト」が始まり、2021年時点では10件の契約農家がシロウリを生産している。